# ديف ويلي
ديف ويلي (بالإنجليزية: Dave Willey)‏ هو موسيقي وملحن أمريكي، ولد في 1963 في الولايات المتحدة.